# Charlton (Ontario)
Charlton – miejscowość (ang. town) w Kanadzie, w prowincji Ontario, w dystrykcie Timiskaming.
Powierzchnia Charlton to 2,05 km².
Według danych spisu powszechnego z roku 2001 Charlton liczy 276 mieszkańców (134,63 os./km²).